# 徐州烙馍
徐州烙馍（英文：Baked bun，简称“烙馍”，方言发音：luǒ mō）是中华人民共和国江苏省徐州市的一种特色面食。虽然叫做“馍”，但并非馒头一般圆鼓，而是属于“饼”的一种。烙馍已有千年历史（约2000年），长久以来作为徐州百姓的主食,可以直接吃，也可以将菜卷起来，做成“烙馍卷”来吃。

## 制作方法
烙馍制作原料、方法都及其简单，考验的是“和、揉、擀、烙”四个步骤。
- 和

制作烙馍的原料只有白面粉（中筋面粉）和水。面团的软硬要适中，面和水没有固定的比例，只需做到面团柔软、不粘手即可。和好后要醒面30分钟。
- 揉

揉面考验的是耐心与手劲。醒好的面揉10-15分钟即可，然后撒上面粉，揪成约20克重的小面团（方言称之为：剂子）。
- 擀

最为重要的就是擀面这一步骤。在擀面之前，案板上要撒上大量面粉，防止粘黏。面团极具韧性，需擀制成如纸一般的薄厚（约1毫米）、直径约30厘米的圆形面饼，才可烙制。
- 烙

烙制烙馍的厨具为一面特制的、略有弧度的铁板（特制鏊子），以柴火为加热方式。烙制时，用一根长约一米，宽约三厘米的长竹签将擀好的面饼从案板上挑起，待鏊子烧热后，摊平在鏊子上，并不断进行翻面，待烙馍两面均有焦黄色气泡隆起时，即可出锅享用。全程无需添加一滴油。

## 口感
烙馍与煎饼口感相似，以其“筋道、耐嚼、有韧劲儿”的特点而著称。与煎饼不同的的是，烙馍是以为发酵的白面为原料，而煎饼使用的是杂粮，口感比起烙馍更为粗糙。

## 吃法
- 直接吃
- 烙馍卷馓子
- 烙馍卷
- 烙馍卷烙馍